# Rockaway Beach (Lied)
Rockaway Beach ist ein Lied der US-amerikanischen Punkrock-Band Ramones aus dem Jahr 1977.

## Hintergrund

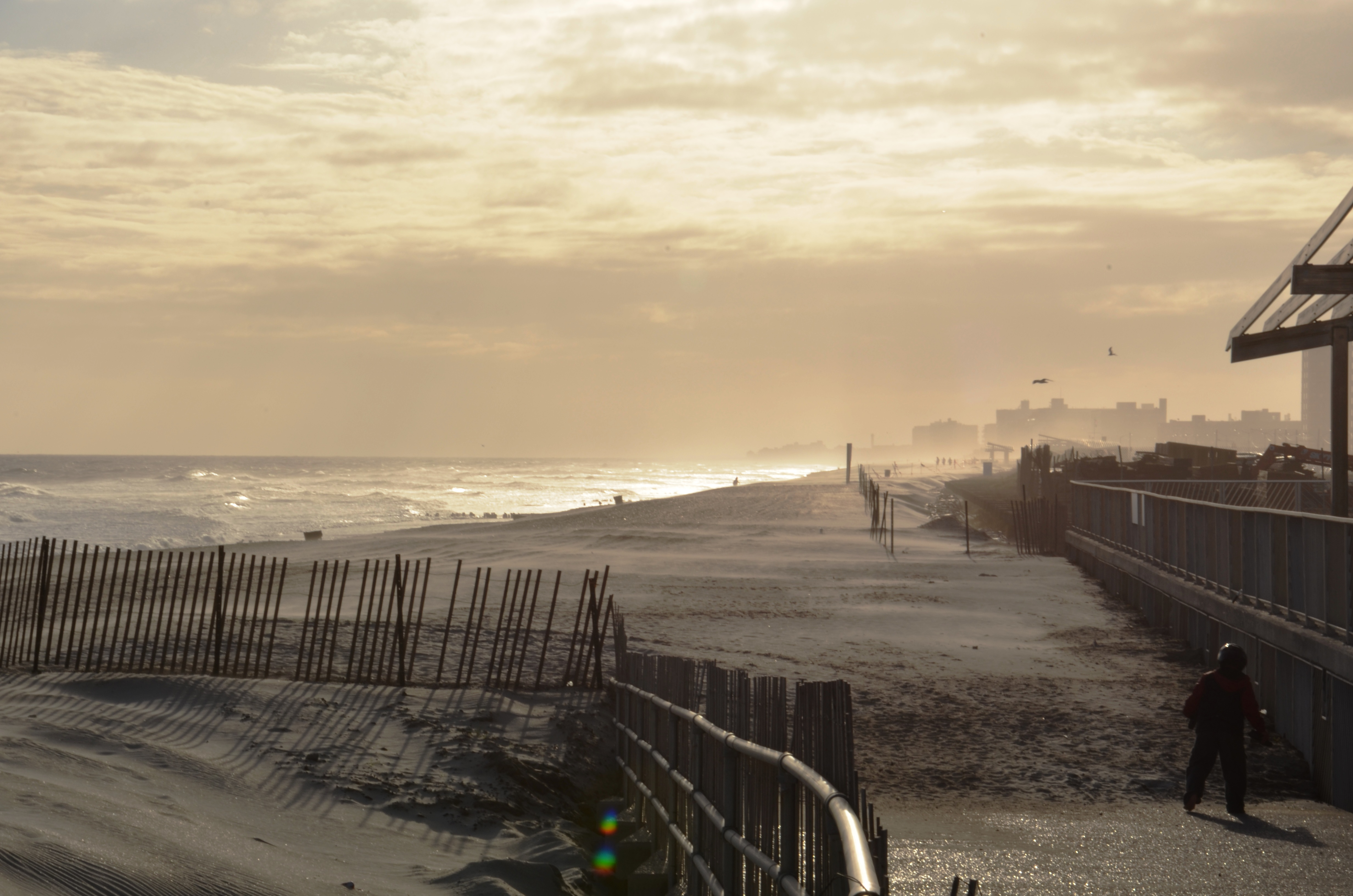
Rockaway Beach in Queens

Das Lied Rockaway Beach wurde von Dee Dee Ramone geschrieben. Für die Produktion und Komposition waren Tony Bongiovi und Tommy Ramone verantwortlich.
Die Erstveröffentlichung von Rockaway Beach erfolgte als Singleauskopplung des dritten Studioalbums der Ramones, Rocket to Russia, am 23. November 1977 bei Sire Records. Co-Produzent Ed Stasium erinnert sich daran, dass Rockaway Beach das erste Lied war, welches bei den Studiosessions aufgenommen wurde.
Die amerikanische Musikgruppe The Beach Boys hatte einen musikalischen Einfluss auf die Ramones, welcher sich in ihrem Lied Rockaway Beach am offenkundigsten zeigt. Das Werk entstand aus der ironischen Idee, ein Lied im Stil der Beach Boys und Surfmusik über den „schlimmsten Strand im schlimmsten Viertel von New York“ zu schreiben.
Der Rockaway Beach hat für Dee Dee Ramone eine persönliche Bedeutung, da der Strand ihm in seiner Teenagerzeit als Zufluchtsort diente, nachdem er zusammen mit seiner Mutter im Alter von 15 Jahren vor seinem alkoholkranken Vater von Deutschland nach New York City geflüchtet war.

## Inhalt
| „Chewing out a rhythm on my bubble gum The sun is out and I want some It's not hard, not far to reach We can hitch a ride to Rockaway Beach Up on the roof, out on the street Down in the playground the hot concrete Bus ride is too slow They blast out the disco on the radio“ – Strophe, Originalauszug | Aufgebaut ist das Lied aus einem Intro, zwei Strophen und einem Refrain, wobei der Text der ersten und zweiten Strophe identisch ist. Das Lied beginnt zunächst mit dem Intro, welches aus den Worten „One, two, three, four“ besteht, an die sich eine Strophe anschließt, welche aus 8 Zeilen besteht. Daran schließt sich der ebenfalls achtzeilige Refrain an, gefolgt von der vierzeiligen Bridge. Es folgt die zweite Strophe, auf welche erneut der Refrain folgt. Inhaltlich thematisiert das Lied den namensgleichen Strand, welcher in der Nähe des Umfeldes liegt, in welchem die Bandmitglieder aufgewachsen sind. Dee Dee Ramone verbrachte in seiner Jugend viel Zeit an diesem Strand und kehrte immer wieder gerne zu diesem Ort zurück. |

## Chartplatzierungen
Rockaway Beach stieg am 3. Dezember 1977 in die US-amerikanischen Charts ein, wo es seine Höchstplatzierung mit Platz 66 erreichte. Das Lied blieb für 14 Wochen in den Charts.
| ChartsChartplatzierungen       | Höchstplatzierung | Wochen |
| ------------------------------ | ----------------- | ------ |
| Vereinigte Staaten (Billboard) | 66 (14 Wo.)       | 14     |

## Verschiedenes
Als im Oktober 2012 der Hurrikan Sandy die Strandpromenade des Rockaway Beach zerstört hatte, wurde im Radio das Lied Rockaway Beach gespielt, um Spenden für den Wiederaufbau zu sammeln.